# 寶可夢傳說 Z-A
《寶可夢傳說 Z-A》是一款由GAME FREAK開發，寶可夢公司與任天堂發行，並在任天堂Switch和任天堂Switch 2平台上發售的角色扮演遊戲。

## 遊戲機制
即時行動戰鬥
本作引進了新的寶可夢對戰模式，玩家可在對戰中操控寶可夢的行動及使出招式。
超級進化
以往在《寶可夢 X／Y》中可超級進化的寶可夢將回歸。
ZA登峰戰
本作中登場的寶可夢對戰賽制，每位訓練家皆由最初的Z級，透過與其他訓練家對戰，達至最高的A級。另外升級至A級的訓練家，將會被賦予最強的稱號及名譽，並能實現一個願望。

## 故事

### 背景
遊戲背景設定在為了邁向人與寶可夢共存的城市，正在進行都市再開發的「密阿雷市」，位於《寶可夢 X／Y》的卡洛斯地區。
密阿雷市
本作的主舞台，比起《寶可夢 X／Y》時的密阿雷市，更增添許多的花草樹木及高科技設備。
中心聳立著代表城市象徵的稜鏡塔。
另外密阿雷市在晝與夜會呈現不同的城市樣貌。
野生特區
位在密阿雷市內的特殊區域，在這可以對戰與捕捉野生寶可夢，但在此也會遭受寶可夢的襲擊。
對戰特區
夜晚的密阿雷市所出現的特殊區域，在這會與其他寶可夢訓練家進行對戰，另外在此區域內舉辦著只有實力受到認可的訓練家們才能參與的大賽 - 「ZA登峰戰」。

### 最初的寶可夢
本作可以選擇菊草葉、暖暖豬、小鋸鱷作為最初成為夥伴的寶可夢。

### 登場角色
- 超Z隊

蓋伊 / 塔霓
寄宿在旅館Z並在此工作，同時協助老闆。
雖然偶爾有點強勢，但天性樂於幫助人和寶可夢。
寶可夢對戰的實力也不容小覷。
玳蘿
為了成為專業舞者而來到密阿雷市，是舞蹈學校的學生。
在蓋伊或塔霓的邀請下，以寄宿在旅館作為交換條件而加入了超Z隊。
十分受到超Z隊夥伴們的信賴。是個喜歡可頌麵包的貪吃鬼，主要的夥伴是海星星。
琵魯
以時尚設計師為目標，是個在密阿雷市廣受好評的神秘設計師。
在遇見蓋伊或塔霓之後，以獲得工作室為交換條件而加入了超Z隊。
不擅長讓寶可夢對戰，主要的夥伴是滑滑小子。
- 闊星公司

捷朵
為了實現和寶可夢一起生活的城市，在密阿雷市推動都市再開發的大企業闊星公司的總裁。
似乎正在想辦法加深寶可夢和人的牽絆。
馬斯卡托
戴著太陽眼鏡的大塊頭。
在闊星公司擔任捷朵總裁的秘書。
雖然總是看起來很忙的樣子，但工作效率之高是有口皆碑。
- 其他角色

AZ
身高高達3公尺左右的高大男性。
自稱3000歲，是旅館Z的老闆。
內在蘊藏著堅定的覺悟與意志。
茉蜜姬
目前擔任寶可夢研究所的代理所長。
雖然她很開心城市裡的寶可夢因為都市再開發而變多，但調查進度似乎跟不上變化，因此委託主角進行調查。
正思考著人與寶可夢之間應有的距離。
瑪琪艾兒
身為偵探事務所的第二任所長，她會委託主角偵探的工作。
是密阿雷市首屈一指的偵探兼寶可夢訓練家。
似乎期盼著密阿雷的和平。
烏羽
「烏羽」是鏽蝕組的老大，給人高壓、冷漠且可怕的印象。
他是主要使用毒屬性寶可夢的行家，似乎在密阿雷市有著他自己堅持的活動。

## 外部連結
- 《寶可夢傳說 Z-A》官方網站（繁體中文）